# San Fernando (Morazán)
San Fernando é um município no departamento de Morazán localizado ao nordeste de El Salvador,fica há 115 quilômetros de distância aproximadamente da capital San Salvador.
De acordo com o censo de 2007,San Fernando tem uma população estimada de 1.708 habitantes.